# APF Electronics Inc
APF Electronics Inc fue una empresa familiar de Estados Unidos dedicada a la electrónica de consumo. El nombre provenía de los dos hermanos que fundaron la empresa: Al & Phil Friedman.
Comenzaron importando equipos estéreo de Japón, entre ellos grandes equipos cuadrofónicos y reproductores de 8 pistas. Deciden pasar al floreciente mercado de las calculadoras, alcanzando buenas ventas. Dispusieron de una fábrica propia en Hong Kong, y también encargaban producción a terceras firmas de Taiwán y Japón. Llegaron a tener 300 empleados, con la sede central en Nueva York
Entran en el mercado de las videoconsolas con la APF TV Fun, que es la segunda consola PONG más vendida tras la PONG original. Fue una de las primeras consolas basadas en el chip AY-3-8500 de General Instruments. Acaban vendiéndola a Sears que la comercializa como la Hockey/Jockari.
Como todas las demás casas, tienen que hacer frente a una demanda de Magnavox, lo que les obliga a contactar con el creador de la bomba V2, para demostrar que el primer juego se patenta en Alemania tras la Segunda Guerra Mundial (utilizaron una pantalla de radar para visualizar).
Para poder competir con la Atari 2600 lanzan primero la APF M1000 en 1978 para ampliarla con el módulo MPA 10, lo que forma la APF Imagination Machine, un cruce de videoconsola y ordenador doméstico, muy avanzado para entonces, y hoy uno de los santos griales de los coleccionistas de RetroInformática (sólo hay documentados dos equipos completos). Se hicieron planes para una versión ampliada llamada Imagination Machine II.
A la vez tenían en desarrollo un ordenador llamado PeCos (de Personal Computer), con un lenguaje propietario basado en JOSS, dos unidades de casete, laterales de madera y mayor aún que la Imagination Machine.
Pero la gran crisis del videojuego lleva a la empresa a la quiebra y ninguno de esos desarrollos ve la luz.